# 苇沙河 (集安)
苇沙河位于中华人民共和国吉林省集安市境内，因早年水土流失造成河边多淤沙和生长芦苇而得名，是浑江左岸支流，发源于集安中部清河镇家什房子沟以南，蜿蜒向北流经清河镇文字村、上围子村、热闹村、幸福村、大川村、清河村、清河镇治、三道村、前进村、头道镇等地，最后于头道镇东村以北注入浑江。河长49.3千米，河道平均比降5.8‰，流域面积683平方千米，年均径流量3.63亿立方米。苇沙河流域上游植被较好，森林茂密，河道坡度较大，中下游河谷渐渐开阔，河道坡度相对较小，两岸多为农田。303国道（集锡公路）大致沿苇沙河干流穿行。